# 2-溴-5-硝基咪唑
2-溴-5-硝基咪唑是一种有机溴化合物，化学式为C3H2BrN3O2。它可由2,5-二溴-4-硝基咪唑在冰乙酸中和碘化钾、亚硫酸钠反应制得。它和4-溴-1-丁烯在碳酸钾存在下反应，可以得到2-溴-1-(3-丁烯-1-基)-4-硝基咪唑。